# Douchy, Loiret

Douchy este o comună în departamentul Loiret din centrul Franței. În 1 ianuarie 2018 avea o populație de 910 de locuitori.